# سواف

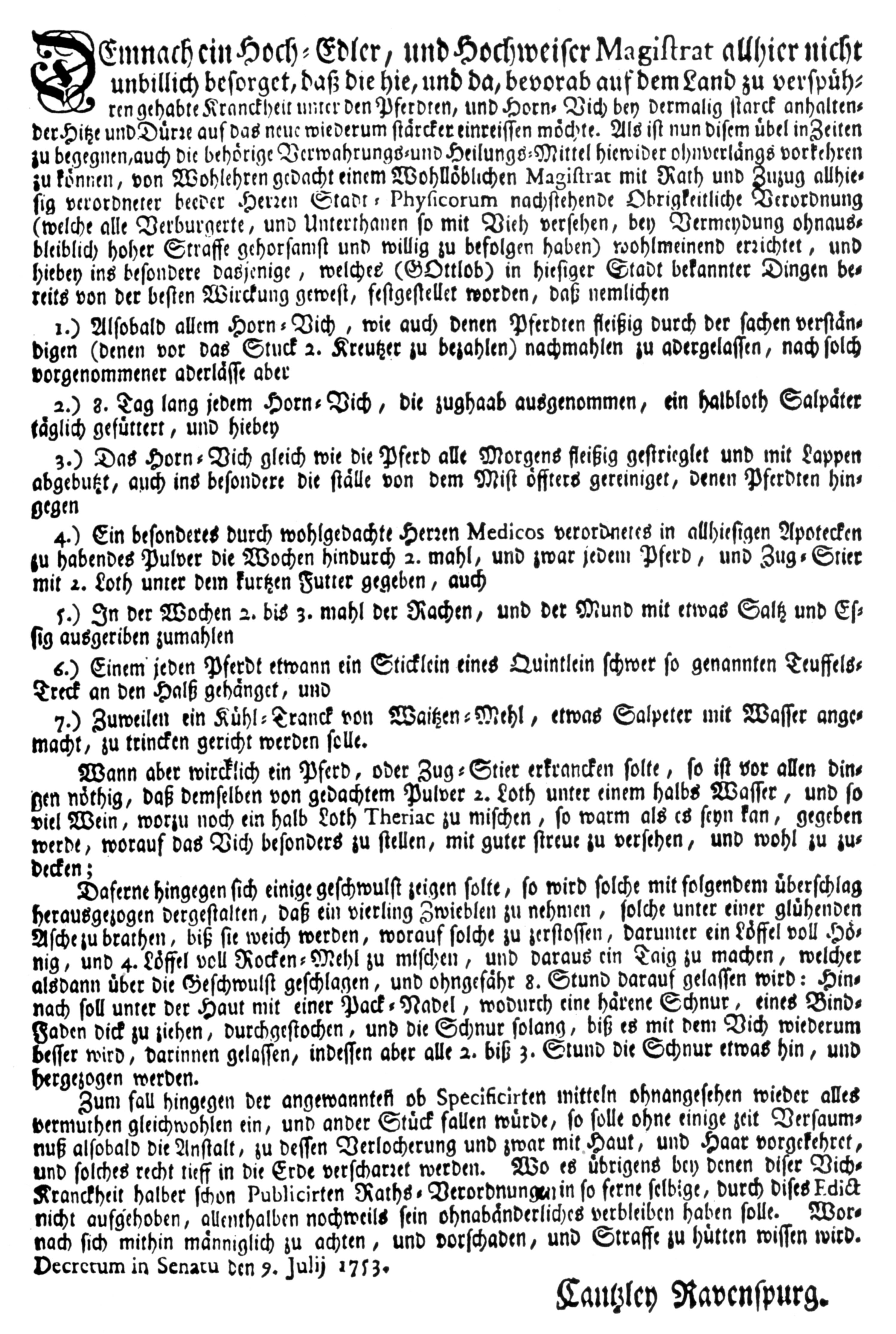

الوباء الحيواني أو ما يسمى بالسُواف أو المَوْتَان (بالإنجليزية: epizootic)‏ يشير إلى انتشار مرضٍ معدٍ ما ضمن جمهرة حيوانية تضم نوعاً حيوانياً أو أكثر بصورة تفوق معدل انتشاره المعتاد في المنطقة المعنية. يمكن تشبيهه بمفهوم الوباء بين البشر.